# 昆都力庄兔台吉
昆都力庄兔台吉（?—?），孛儿只斤氏，又称大威正或者庄秃，明代漠南蒙古察哈爾部贵族。他是达延汗曾孙，打来孙之子。
早年随父亲向东方迁徙，到大兴安岭以东。击破泰宁卫、福余卫。1579年，和哥哥图们汗攻打辽东，又和布延彻辰台吉、黑石炭聚兵十二万攻打明朝边境，想学俺答汗与明朝封贡，要明朝封王、通贡，被明神宗拒绝，于是扬言攻打广宁卫（今辽宁省北镇）。次年和图们汗、哈不慎联合攻打山海关、一片石，兵败。1584年，再和布延彻辰台吉、卜言把都儿、花大、炒花攻打辽沈。1587年，和图们汗举兵十万在塞外，威胁广宁、锦州、义州。1590年，和布延彻辰台吉攻打辽沈，兵败，280馀人被斩被俘，势力衰落。
昆都力庄兔台吉之子德格类所部即浩齐特部，德格类的孙子博罗特被清朝封为扎萨克额尔德尼郡王（左翼旗），另一孙子噶尔玛色旺为浩齐特扎萨克郡王（右翼旗）。